# Rudolf Ebertshäuser
Rudolf Ebertshäuser (* 1953) ist ein deutscher Bibellehrer, Lektor und Autor, der dem Umfeld der konservativen Brüderbewegung zuzurechnen ist.

## Leben und Wirken
Ebertshäuser studierte Anglistik und Germanistik und war nach dem Magisterabschluss als Verlagslektor in verschiedenen, auch christlich orientierten Buchverlagen tätig. Im Alter von 30 Jahren kam er zum Glauben an Jesus Christus und war zunächst aktives Mitglied einer charismatischen Gemeinde. 1992 löste er sich aufgrund theologischer Differenzen von der charismatischen Bewegung. Er schloss sich daraufhin einer Brüdergemeinde an. Von 1995 bis 2003 war er Mitarbeiter bei der Revision der Schlachter-Bibel. Er gilt als einer der stärksten Befürworter des Textus receptus. Seit 2003 widmet er sich vermehrt dem Lehr- und Verkündigungsdienst sowie dem Verfassen von Schriften und Büchern. Darüber hinaus ist er für seine Vorträge über die charismatische Bewegung, über endzeitliche Entwicklungen in der Christenheit sowie über biblische Themen bekannt.
Im November 2002 startete er den ESRA-Schriftendienst, der die Verbreitung bibeltreuer Lehr- und Aufklärungsschriften zum Ziel hat.

## Privates
Rudolf Ebertshäuser ist seit 1984 verheiratet mit seiner Frau Undine. Das Ehepaar hat zehn Kinder und wohnt in Leonberg.

## Kritik
Rudolf Ebertshäuser hinterfragt viele andere Christen und Bewegungen aufgrund der Bibel. Das betrifft katholische, ökumenische, evangelikale, charismatische und soziale Gruppierungen. Ihm wird vorgeworfen, die Vielfalt der Bibel mit seiner eigenen Auslegung gleichzusetzen und andere Personen und Positionen relativ rasch zu verurteilen, ohne deren Argumente, Kontexte und Kulturen gründlich zu kennen, mitzubedenken und zu würdigen.
Seine Argumente hat er in zahlreichen Publikationen festgehalten und dokumentiert.

## Publikationen
- Die Charismatische Bewegung im Licht der Bibel. CLV, Bielefeld 1995, ²1998, 2003, ISBN 978-3-89397-333-0
- La transmisión del texto del Nuevo Testamento y nuestras Biblias de hoy: las variantes textuales del Nuevo Testamento; 14 Biblias castellanas comparadas. Ed. Cristianes Bibliques, Barcelona 2000, ISBN 84-89474-06-0
- Als Frau zur Ehre Gottes leben. Der biblische Weg für die gläubige Frau. Betanien, Oerlinghausen 2003, ISBN 3-935558-06-6. 4. Auflage: Edition Nehemia, Steffisburg 2021 (Leseprobe)
- Gottes Wort oder Menschenwort? Moderne Bibelübersetzungen unter der Lupe. Betanien, Oerlinghausen 2006, ISBN 3-935558-72-4. 3. Auflage: Edition Nehemia, Steffisburg 2016, 2021, ISBN 978-3-906289-12-0 (Leseprobe)
- Gemeindewachstum oder Gemeindeverführung? „Leben mit Vision“, „Willow Creek“ und was dahinter steckt. CLKV, Steffisburg 2007 (Leseprobe) Übersetzungen: Rumänisch
- Als Mann zur Ehre Gottes leben. Eine Ermutigung zu biblischem Mannsein. CLKV, Steffisburg 2007; 2. Auflage Edition Nehemia, Steffisburg 2012, 3. überarbeitete Auflage 2015, ISBN 978-3-9523896-3-8 (Leseprobe)
- Aufbruch in ein neues Christsein? Emerging Church – der Irrweg der postmodernen Evangelikalen. CLKV, Steffisburg 2008 (Leseprobe)
- Auf dem Weg zur geistlichen Reife. CLKV, Steffisburg 2010 (Leseprobe)
- Christus – unsere Heiligung. Edition Nehemia, Steffisburg 2011 (Leseprobe)
- Die Pfingst- und Charismatische Bewegung. Eine biblische Orientierung. Edition Nehemia, Steffisburg 2012, 2021, ISBN 978-3-9523896-4-5 (Leseprobe) Übersetzungen: Rumänisch, Russisch
- Zerstörerisches Wachstum. Wie falsche Missionslehren und verweltlichte Gemeindebewegungen die Evangelikalen unterwandern. 3. überarbeitete und erweiterte Auflage, Edition Nehemia, Steffisburg 2015, ISBN 978-3-9523896-5-2 (Leseprobe)
- Bewahre das Wort! Eine Auslegung des 2. Timotheusbriefes. Edition Nehemia, Steffisburg 2013, ISBN 978-3-9523896-8-3 (Leseprobe)
- Soll die Gemeinde die Welt verändern? Das »Soziale Evangelium« erobert die Evangelikalen Edition Nehemia, Steffisburg 2014, ISBN 978-3-9524214-4-4 (Leseprobe)
- Baut mit am Haus Gottes! Was der Prophet Haggai uns heute zu sagen hat. Edition Nehemia, Steffisburg 2014, ISBN 978-3-906289-00-7 (Leseprobe)
- Als Christ in der Welt des Internets. Hilfen zum geistlichen Umgang mit Smartphone, sozialen Netzwerken und anderen digitalen Medien. Edition Nehemia, Steffisburg 2015, ISBN 978-3-906289-01-4 (Leseprobe)
- Gottesfurcht – Eine lebenswichtige Tugend in der Endzeit. Edition Nehemia, Steffisburg 2015, 2019, 2023, ISBN 978-3-906289-07-6 (Leseprobe)
- Von Gott bewahrt vor der Verführung. Eine Auslegung des 2. Petrusbriefes und des Judasbriefes. Edition Nehemia, Steffisburg 2015, ISBN 978-3-906289-04-5 (Leseprobe)
- Der priesterliche Auftrag der Gemeinde und seine endzeitliche Gefährdung. Edition Nehemia, Steffisburg 2016, ISBN 978-3-906289-10-6 (Leseprobe)
- Charismatischer "Lobpreis" – Fremdes Feuer im Heiligtum Gottes. Die echte Anbetung der Gemeinde und ihre Verkehrung durch Rockmusik und "Worship"-Lieder. Edition Nehemia, Steffisburg 2017, ISBN 978-3-906289-14-4 (Leseprobe)
- Paßt euch nicht der Welt an! Ermutigung zu einem entschiedenen Leben für Christus im Widerstand gegen den Zeitgeist. Edition Nehemia, Steffisburg 2018, 2021, ISBN 978-3-906289-26-7 (Leseprobe)
- Der kommende Herr und die Gemeinde. Eine Auslegung des 2. Thessalonicherbriefes. Edition Nehemia, Steffisburg 2019, ISBN 978-3-906289-28-1 (Leseprobe)
- Erwarte den Herrn! Ein Weckruf, bereit zu werden für die Wiederkunft Jesu Christi. Edition Nehemia, Steffisburg 2020, ISBN 978-3-906289-37-3 (Leseprobe)
- Der Weg der Gemeinde in der Endzeit. Ein Handbuch zur biblischen Orientierung für Gläubige, die dem Herrn dienen wollen. Edition Nehemia, Steffisburg 2021, ISBN 978-3-906289-42-7 (Leseprobe)
- Seid heilig, denn ich bin heilig! Der biblische Ruf zur Heiligung in der Endzeit. Edition Nehemia, Steffisburg 2022, ISBN 978-3-906289-45-8 (Leseprobe)
- Biblischer Gemeindebau in der Endzeit. Neutestamentliche Grundsätze und Hinweise für die Praxis. Ein Handbuch für Mitarbeiter im Gemeindebau. Edition Nehemia, Steffisburg 2022, ISBN 978-3-906289-46-5 (Leseprobe)
- Gottes Weg zur Errettung. Eine Erklärung des biblischen Evangeliums für Suchende. Edition Nehemia, Steffisburg 2023, ISBN 978-3-906289-51-9 (Leseprobe)
- Ein guter Start im Glaubensleben. Hilfen für den Anfang als jungbekehrter Christ – und für einen Neuanfang nach Irrwegen. Edition Nehemia, Steffisburg 2023, ISBN 978-3-906289-50-2 (Leseprobe)
- Gesundes Wachstum in Christus. Geistliche Reife und Bewährung im Glaubensleben. Edition Nehemia, Steffisburg 2024, ISBN 978-3-906289-53-3 (Leseprobe)